# 冬青叶山茶
冬青叶山茶（学名：Camellia ilicifolia），为山茶科山茶属下的一个植物种。